# Öjingstjärnen
Öjingstjärnen är en sjö i Härjedalens kommun i Hälsingland och ingår i Ljusnans huvudavrinningsområde. Sjön har en area på 0,431 kvadratkilometer och ligger 425 meter över havet.

## Delavrinningsområde
Öjingstjärnen ingår i det delavrinningsområde (686394-145948) som SMHI kallar för Utloppet av Öjingstjärnen. Medelhöjden är 455 meter över havet och ytan är 5,38 kvadratkilometer. Räknas de 4 avrinningsområdena uppströms in blir den ackumulerade arean 14,97 kvadratkilometer. Vattendraget som avvattnar avrinningsområdet har biflödesordning 3, vilket innebär att vattnet flödar genom totalt 3 vattendrag innan det når havet efter 200 kilometer. Avrinningsområdet består mestadels av skog (54 procent) och sankmarker (28 procent). Avrinningsområdet har 0,43 kvadratkilometer vattenytor vilket ger det en sjöprocent på 8 procent.